# امره بیلگین
امره بیلگین (انگلیسی: Emre Bilgin؛ زادهٔ ۲۶ فوریهٔ ۲۰۰۴) بازیکن فوتبال اهل ترکیه است.
از باشگاه‌هایی که در آن بازی کرده‌است می‌توان به باشگاه فوتبال دن بوس و باشگاه فوتبال تلستار اشاره کرد.
وی همچنین در تیم ملی فوتبال جوانان ترکیه بازی کرده‌است.